# Bledský hrad
Bledský hrad (slovinsky Blejski grad) je středověký hrad postavený na srázu nad městem Bled ve Slovinsku, na břehu Bledského jezera. Podle písemných pramenů se jedná o nejstarší slovinský hrad a je jednou z nejnavštěvovanějších turistických atrakcí ve Slovinsku. Je využíván jako historické muzeum spravované Národním muzeem Slovinska.

## Historie
Hrad byl poprvé zmíněn v darovací listině z 22. května 1011 vydané císařem Jindřichem II. ve prospěch brixenských kníže-biskupů a byl poté jejich sídlem po osm století. Majetkem byl ale Kraňské marky, v roce 1278 pak přešel na rod Habsburků. Nejstarší částí hradu je románská věž. Ve středověku byly stavěny další věže a bylo zdokonalováno opevnění. Další budovy byly postaveny v renesančním slohu. Budovy jsou uspořádány kolem dvou dvorů, které jsou propojeny schodištěm. V roce 1511 byl hrad silně poškozen zemětřesením, následně byl přestavěn do dnešní podoby. Na horním nádvoří je kaple, která byla postavena v 16. století a upravena kolem roku 1700, kdy byla také vymalována freskami, jež často vyvolávají vizuální iluze. Součástí hradu je i padací most přes vodní příkop.
Zámek byl restaurován v letech 1951 až 1961, přičemž do budovy pro služebnictvo na dolním nádvoří byla integrována zámecká tiskárna i zámecký vinný sklep. Na dolním nádvoří byla ve skále vytesána dvanáct metrů hluboká studna. V muzeu se lze seznámit s historií celé oblasti, jeho součástí je i pamětní místnost věnovaná Arnoldu Riklimu, švýcarskému naturopatovi, který v 19. století proměnil město Bled v léčebné lázně.

## Galerie

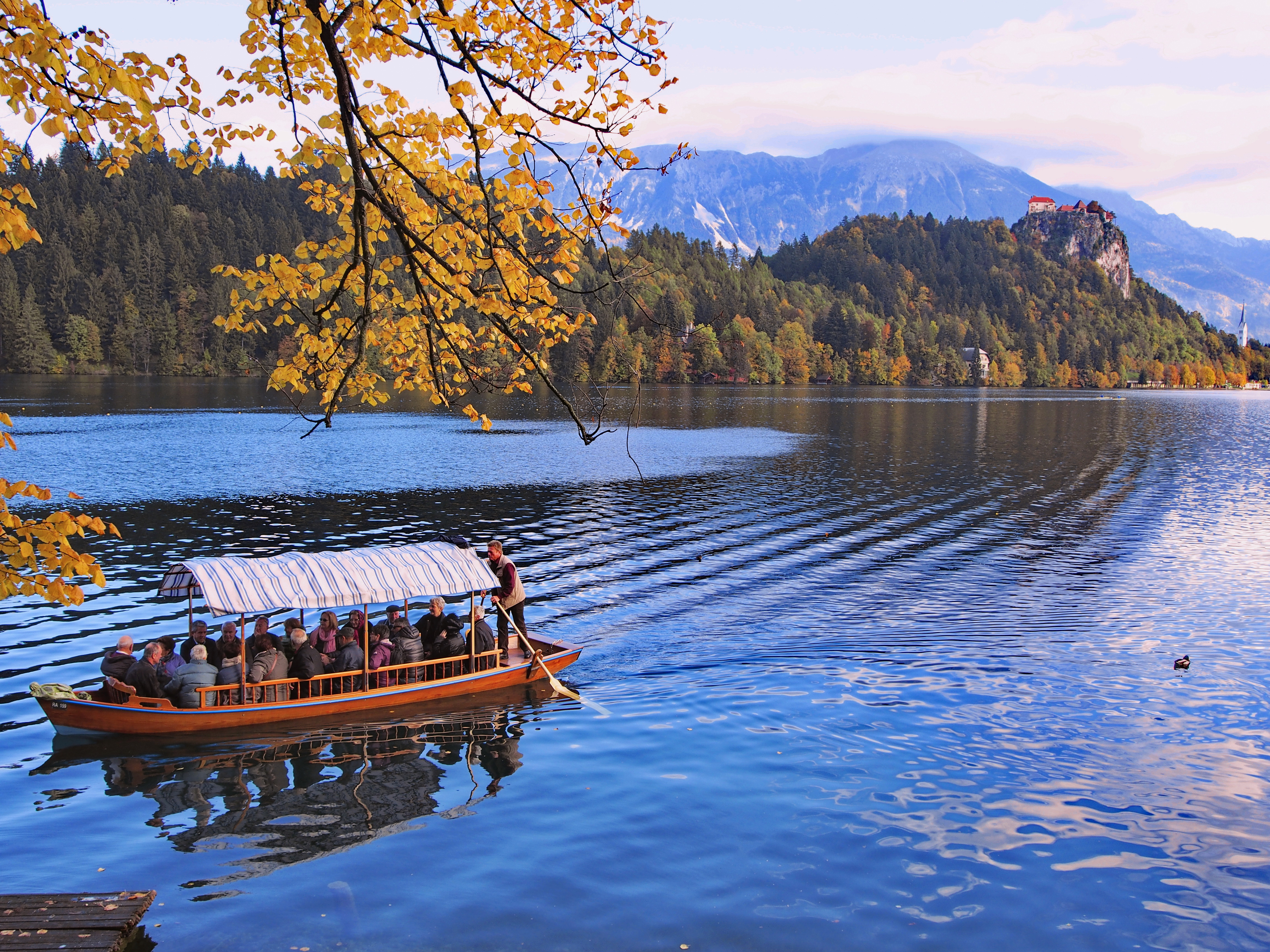
Pohled od jezera
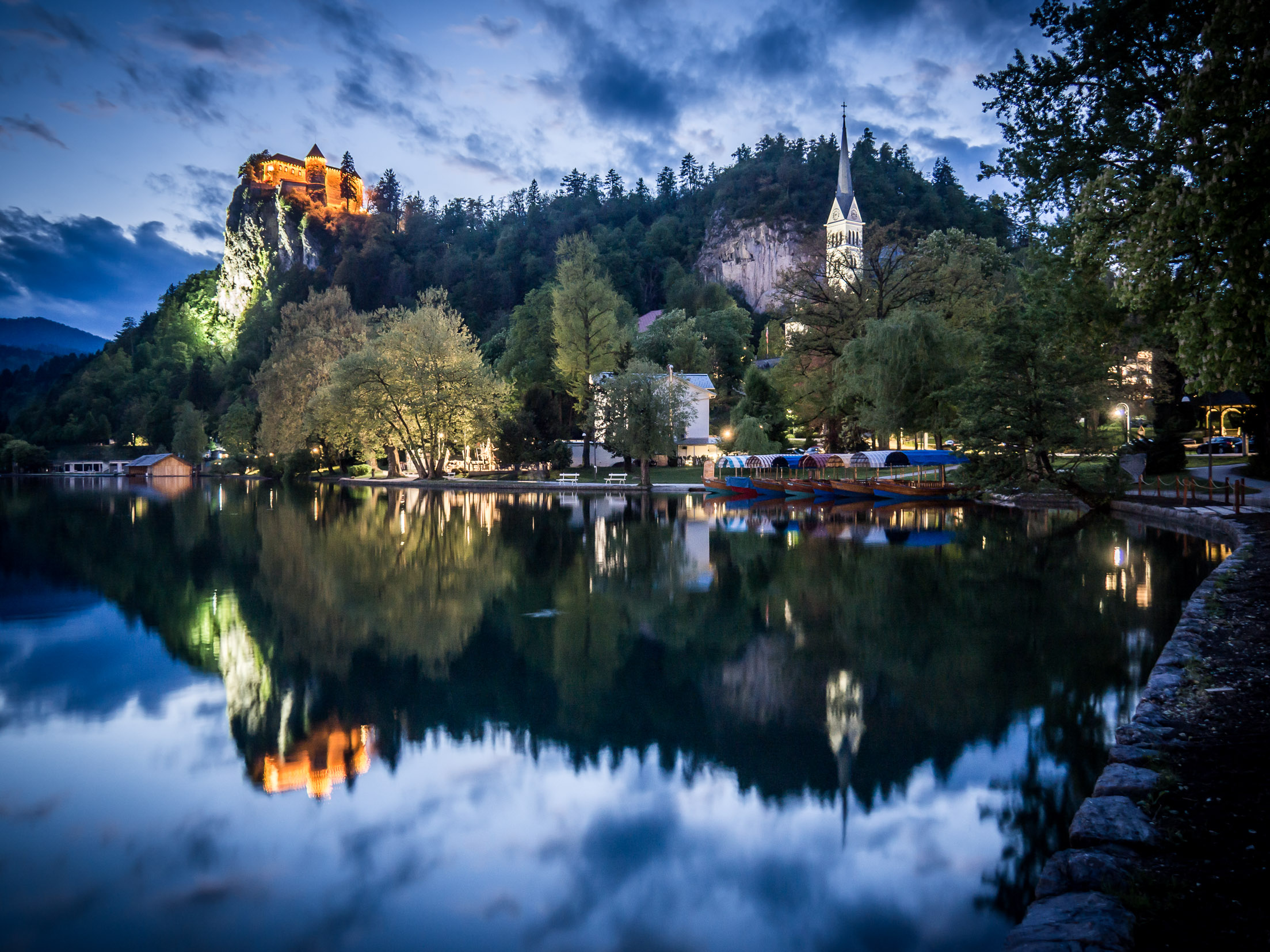
Nasvícen
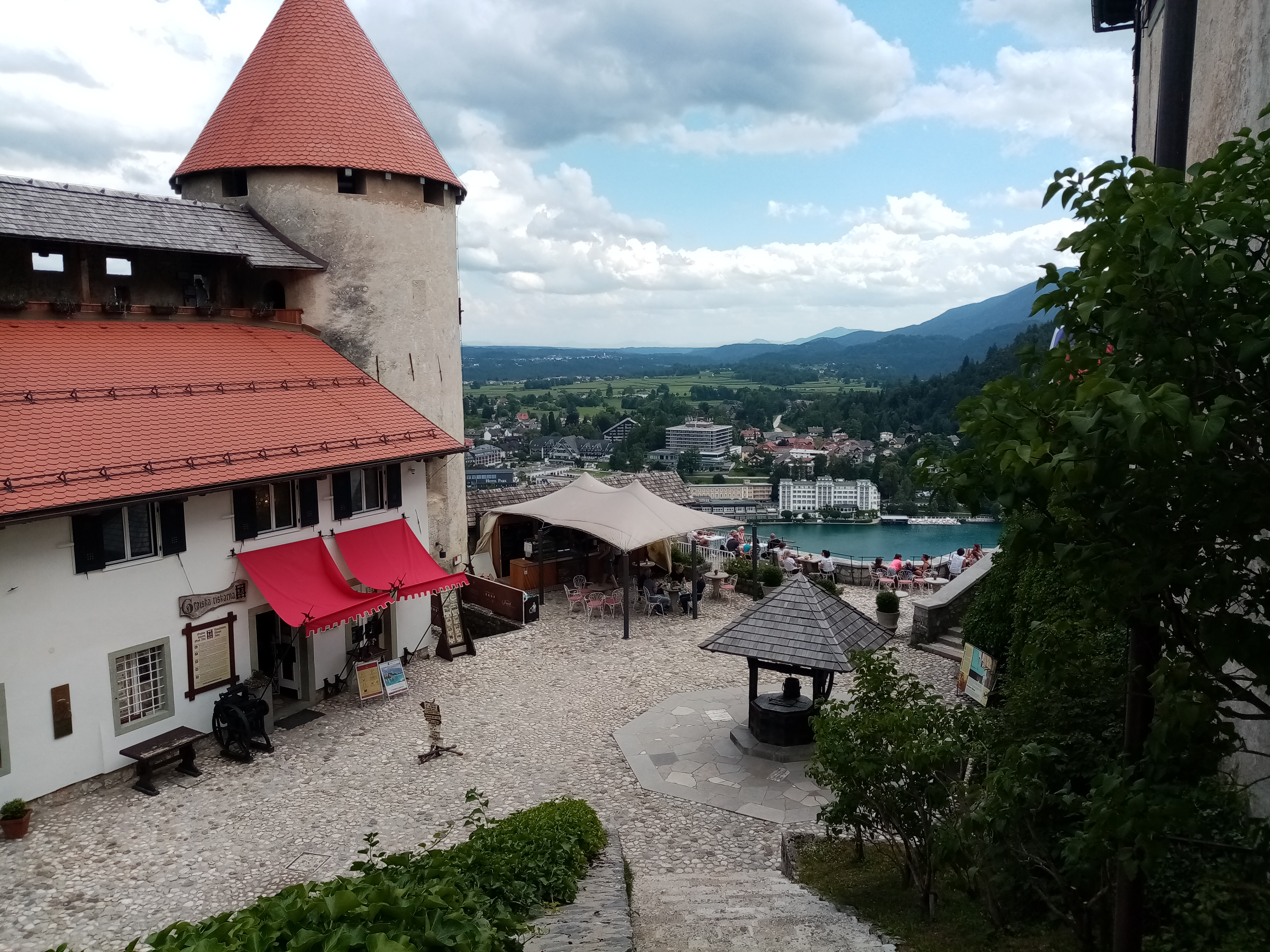
Pohled z hradu
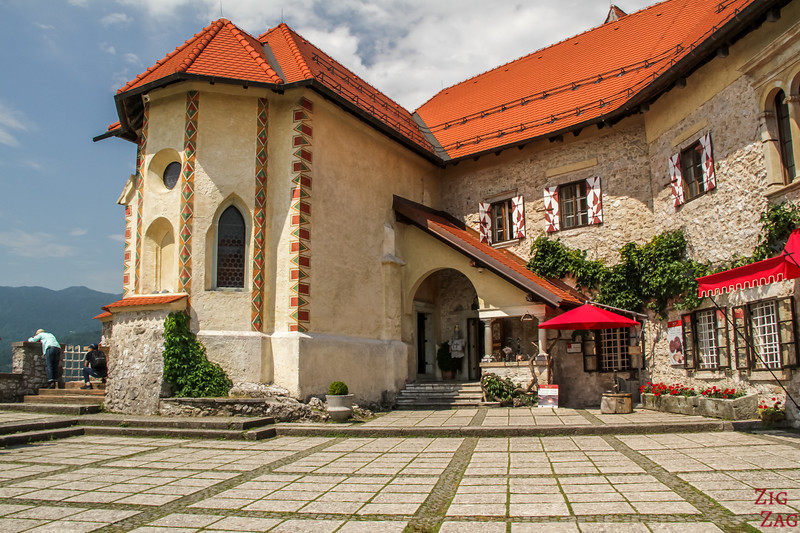
Hradní kaple
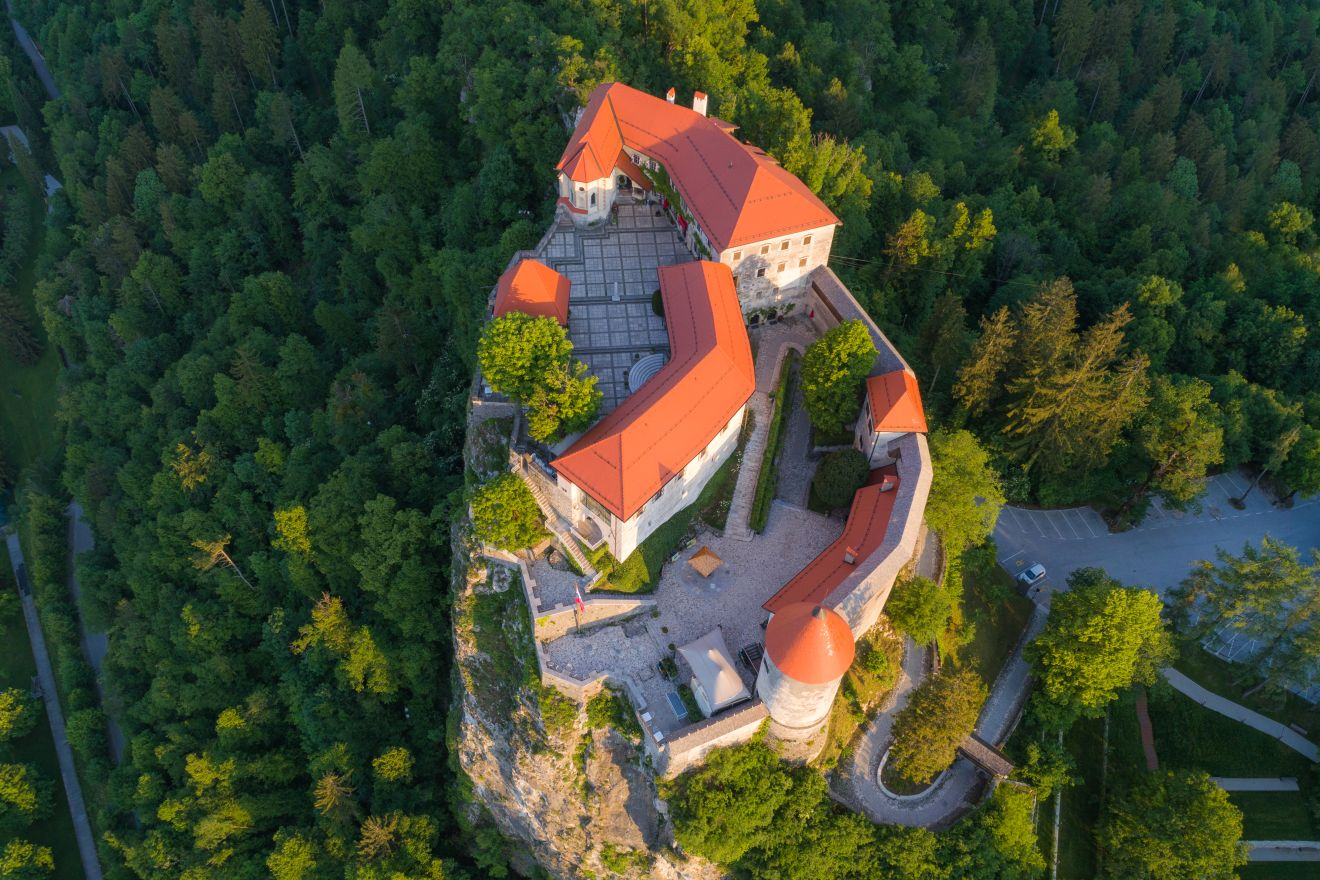
Letecký pohled
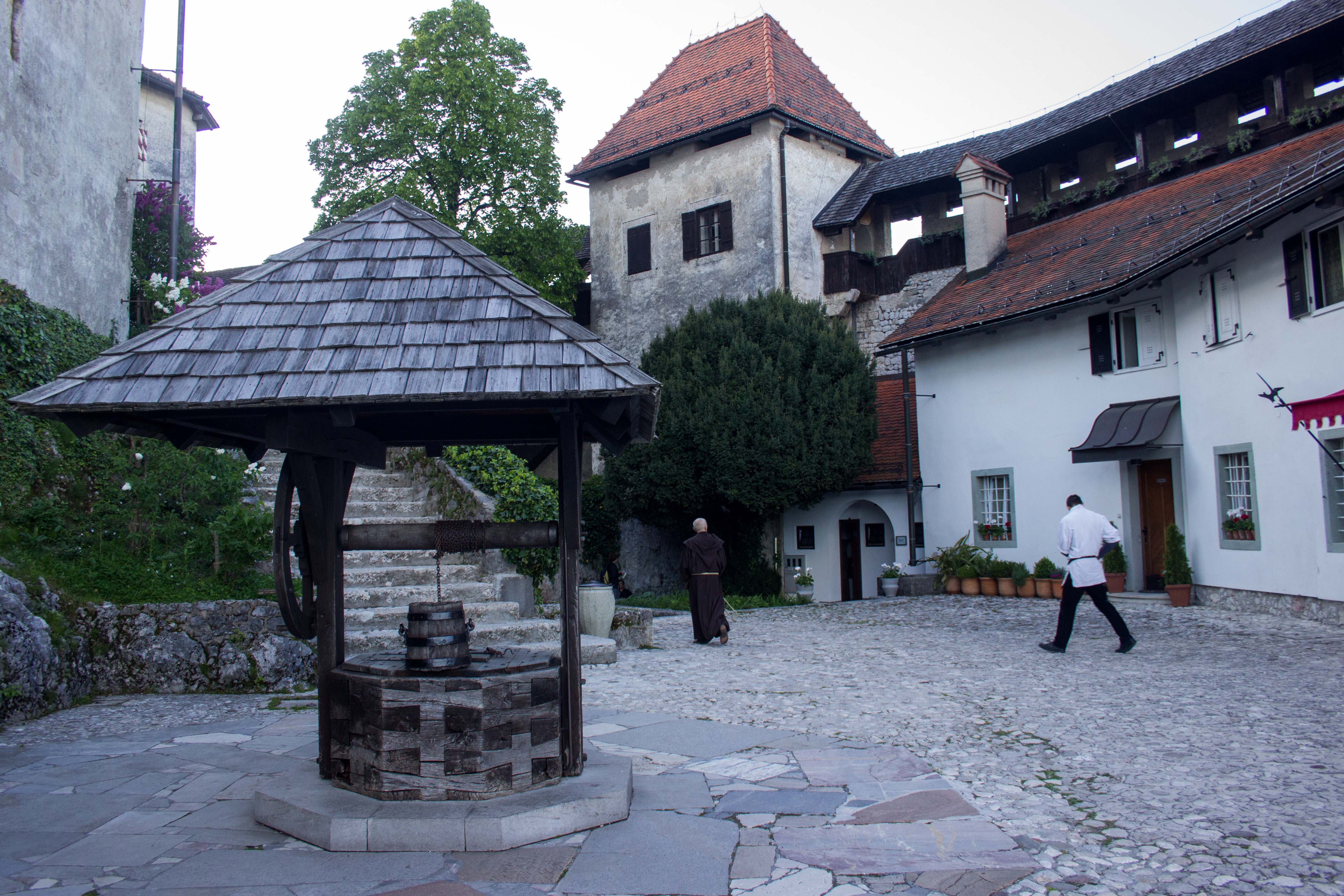
Nádvoří
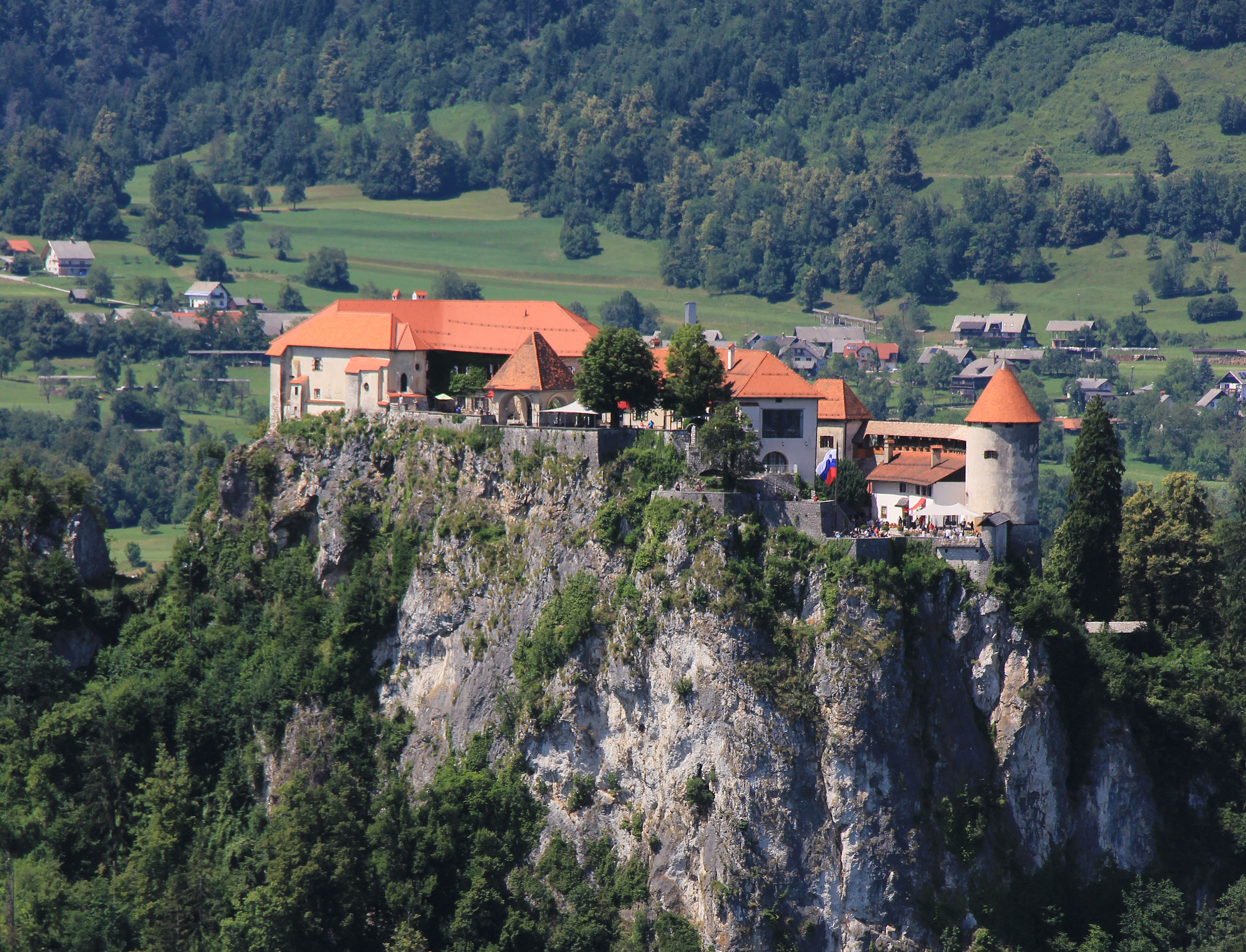
Letecký pohled
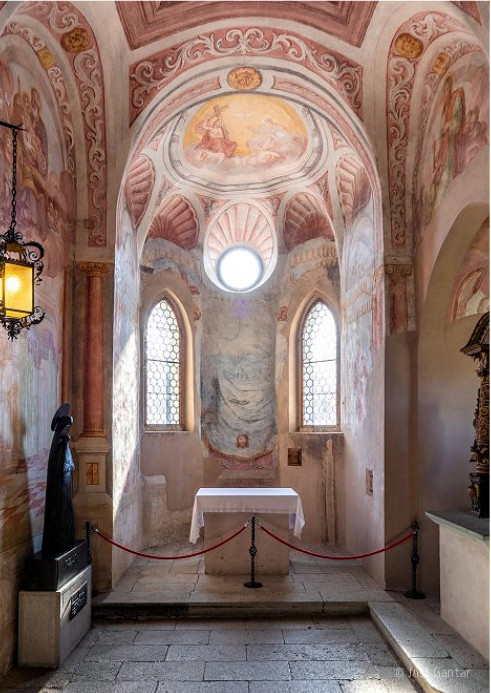
Interiér kaple